# Corse-Matin
Corse-Matin ist eine regionale französische Tageszeitung, die von der S.A. Corse Presse herausgegeben wird. Letztere gehört über Zwischenbeteiligungen zur Groupe Hersant. Das Verbreitungsgebiet umfasst Korsika und die Region Provence-Alpes-Côte d’Azur. Seit März 2009 ist Roger Antech Chefredakteur und Generaldirektor.

## Geschichte
Die nach der Befreiung Ende des Zweiten Weltkriegs gegründete, in Ajaccio erscheinende Zeitung stand während der Epoche Gaston Defferres, der von 1953 bis 1986 Bürgermeister von Marseille war, im Wettbewerb mit der korsischen Ausgabe der Marseiller Tageszeitung Le Provençal.
1997 kaufte Hachette Filipacchi Médias, ein Tochterunternehmen der Groupe Lagardère, die Tageszeitungsgruppe um Nice-Matin auf, zu der auch Corse-Matin gehörte. Andererseits gehörte zum Kaufzeitpunkt La Provence, die Nachfolgerin von Le Provençal, zu Lagardère. Da nun zwei konkurrierende Tageszeitungen unter einem Konzerndach erschienen, erschien beider Fusion unausweichlich.
Im Juli 1999 wurde La Corse, die korsische Ausgabe von La Provence, eingestellt. Die beiden Redaktionen wurden unter dem Titel Corse-Matin vereinigt. Die Zeitung wurde aus dem direkten Besitz von Nice-Matin herausgenommen und einer neu gegründeten Verlagsgesellschaft, S.A. Corse Presse, zugeschlagen, an der wiederum Nice-Matin und La Provence beteiligt sind. Nice Matin übernahm die verlegerische und redaktionelle Verantwortung, während der Druck bei La Provence in Marseille erfolgte. Im Zuge der Fusion wurde auch ein Wochenblatt gegründet, La Corse Votre Hebdo, das ebenfalls bei La Provence gedruckt wurde.
Im Juli 2006 änderte die Zeitung ihr Layout und wechselte zum Berliner Format. Seitdem wird sie nicht mehr in Marseille, sondern in einer eigens gegründeten Druckerei in Bastia gedruckt.
2006 begannen Verhandlungen mit der Gruppe La Vie-Le Monde, unter anderem Eigentümerin der Tageszeitung Le Monde, und auf der anderen Seite mit der Groupe Hersant Média über den Verkauf des Verlages. Hersant erhielt schließlich den Zuschlag. 2008 wechselte der Verlag den Besitzer.